# Gábor Fodor (politico)
Gábor Fodor (Gyöngyös, 27 settembre 1962) è un politico ungherese, ministro dell'istruzione dal luglio 1994 al dicembre 1995 nel governo di Gyula Horn.
Già esponente di Fidesz e poi dell'Alleanza dei Liberi Democratici, dal 2013 al 2017 è stato segretario del Partito Liberale Ungherese.